# Janowy Żleb

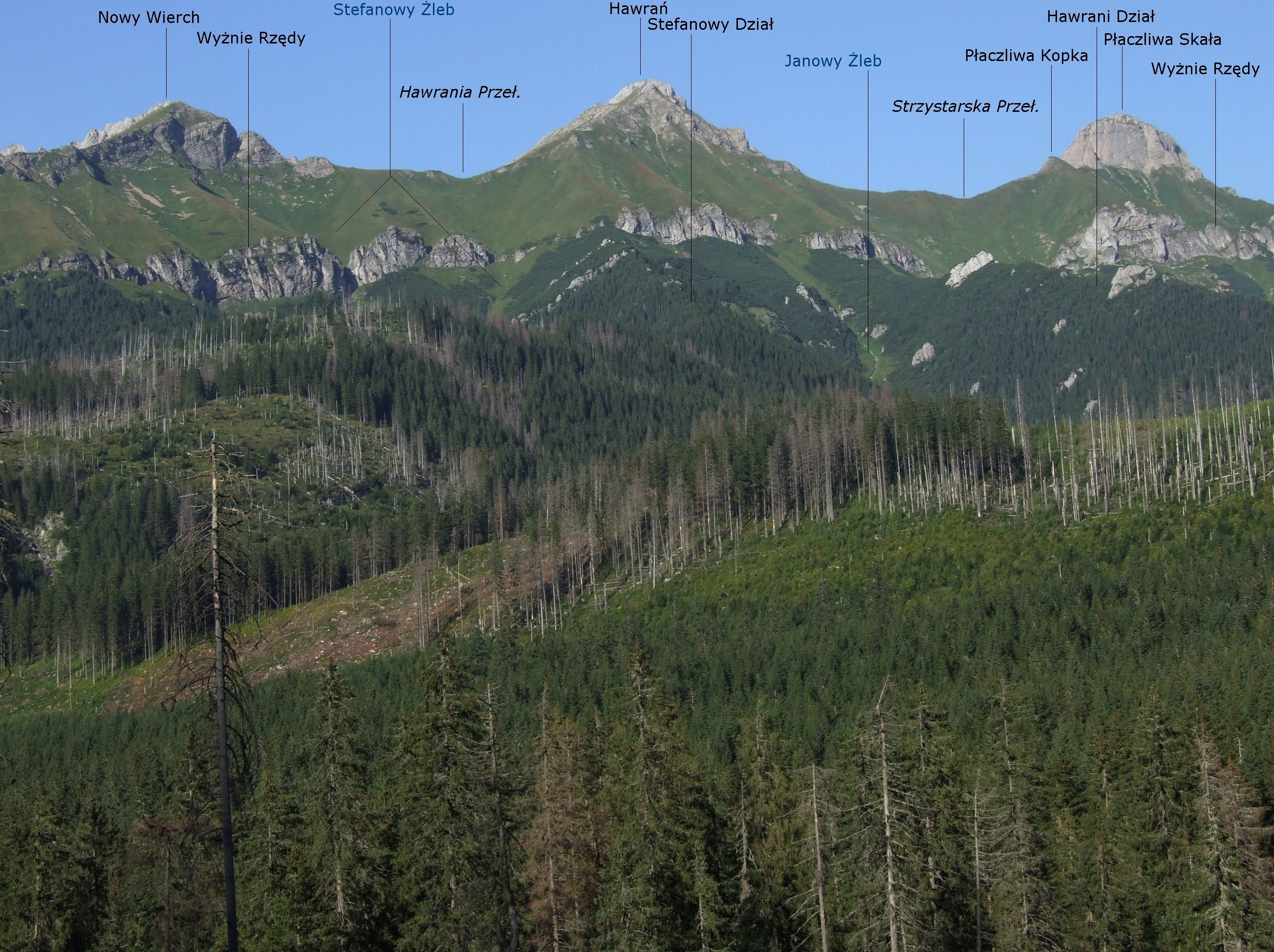
Widok z Doliny Jaworowej

Janowy Żleb (słow. Janov žľab) – żleb na południowych stokach Tatr Bielskich będący boczną, północną odnogą Doliny Zadnich Koperszadów. Opada w południowo-zachodnim kierunku spod Hawrania, na wysokości około 1750 m przecinając pas skał zwany Hawranimi Rzędami lub Wyżnimi Rzędami. Od wschodniej strony jego obramowanie tworzy Hawrani Dział, od zachodniej Stefanowy Dział. Dnem Janowego Żlebu spływa Janowy Potok uchodzący do Koperszadzkiego Potoku na wysokości ok. 1340 m. 
W górnej części Janowy Żleb rozgałęzia się na dwie odnogi. W górnej części oddzielone są trawiastą wypukłością opadającą z zachodniego grzbietu Hawrania na Hawranie Rzędy. Poniżej nich tworzy stromą, skalistą i porośniętą kosodrzewiną grzędą dochodzącą do wysokości 1600 m. Orograficznie lewa, główna odnoga Janowego Żlebu powyżej Hawranich Rzędów ma postać wąskiego i trawiastego koryta, prawa natomiast na Hawranich Rzędach tworzy próg o wysokości kilkunastu metrów, powyżej tylko okresowo. Ze Stefanowego Działu przez obydwie odnogi Janowego Żlebu i dzielącą je grzędę prowadzi pozioma, nieznakowana ścieżka. 
Od samej góry do samego dołu żleb jest bezleśny i pozbawiony kosodrzewiny, tylko w niektórych miejscach pojawiają się w nim młodniki drzew, ale są regularnie niszczone przez lawiny. Woda w Janowym Potoku stale występuje tylko w jego dolnej części, do wysokości około 1480 m. Na wysokości około 1420–1440 m we wschodniej części żlebu znajdują się trzy polanki oddzielone wąskim pasem lasu. Są to tzw. Janówki. Poniżej Janówek żleb przechodzi w porośnięty lasem jar.